# Gustaf Petersson (lejon)
Gustaf Petersson (troligen lejon), död före 1270, var en svensk lagman i Västergötlands och Dals lagsaga 1260 till 1270. Troligen var han son till lagmannen Peter Eskilsson Näf. 
Det har föreslagits att hans företrädare på lagmansuppdraget, Peter Eskilsson Näf, skulle vara hans far, och lagmansämbetet under 1200-talet har inte sällan gått i arv, men Peter Näfs relation till lagmannen Gustaf Petersson är oklart.
Gustaf Petersson var sannolikt gift med Hafrid Sigtryggsdotter (Boberg), dotter till Sigtrygg Bengtsson (Boberg). Om han var gift med Hafrid, så ägde han troligen godset Baltak som låg strax norr om Ettak, båda söder om Tidaholm.
Flera barn till Gustaf Petersson har föreslagits som troliga i detta sannolika äktenskap:
1. Bengt Hafridsson (lejon),  riddare, riksråd, lagman i Västergötland.  Stamfader till Bengt Hafridssons ätt och gift med Margareta (nämnd 1315)
2. Ramfrid Gustavsdotter (lejon).[2] [4]